# Амфитрион 38
„Амфитрион 38“ је југословенски филм из 1972. године. Режирала га је Огњенка Милићевић, а сценарио је писао Жан Жироду.

## Улоге
| Глумац            | Улога |
| ----------------- | ----- |
| Светлана Бојковић |       |
| Милутин Бутковић  |       |
| Милан Гутовић     |       |
| Ђорђе Јелисић     |       |
| Бранко Плеша      |       |
| Олга Савић        |       |
| Никола Симић      |       |
| Нада Шкрињар      |       |
| Марко Тодоровић   |       |